# Критски бик
Маратонския бик, в древногръцката митология е митично същество, свързано с приключенията на различни герои на остров Крит и в Континентална Гърция.

## Бикът на Минос
Първоначално бикът е дар на бог Посейдон за критския цар Минос. Впоследствие Минос разгневява божеството и за наказание Пасифея - жена му - се влюбва в бика и от връзката им се ражда чудовището Минотавър. Самият бик е обхванат от голяма свирепост и дълго време скита и буйства из острова опустошавайки го.

## Опитомяване от Херакъл
Седмият подвиг, възложен на Херкулес от Евристей е да доведе в Микена животното. Той го побеждава в двубой и се сприятелява с него. Бикът, (който може да плува и отначало е дошъл от морето), пренася през водите Херакъл до отвъдния бряг и той го отвежда при господаря си. Евристей не се решава да го остави в стадото си и го пуска на свобода.

## Повторно подивяване
Така бикът, оставен сам на себе си, отново подивява и (явно пак под въздействието на магиите на Посейдон) започва наново пакостите си. Причинява много беди, но когато достига до Атика, тамошния цар Егей решава да го ликвидира. За целта изпраща срещу него сина си Тезей (а преди това вероятно и героя Андрогей – син на Минос, който му гостува - но той не успява да се справи с него и, според една от версиите за кончината му, е убит от бика). Тезей хваща животното живо (в района на град Маратон) и по-късно то е принесено в жертва в чест на Аполон.

- „Херакъл поваля Критския бик на земята по време на седмия си подвиг“
(гравюра на Бернар Пикар, 1731)
- „Дванадесетте подвига на Херакъл“
(Римска мозайка от 3 век)